# 5-й добровольческий штурмовой корпус
5-й добровольческий штурмовой корпус (5 ДШК, FAC (Fifth Assault Corps)) — тактическое соединение Сирийской арабской армии.

## История
Создан в ноябре 2016 года при содействии российских военных советников для решения боевых задач в ходе Гражданской войны в Сирии. Пользуется финансовой и материальной поддержкой Российской Федерации.
Россияне приняли активное участие в подготовке и оснащении корпуса. Корпус был создан в том числе и по причине коррупции, родоплеменных традиций, низкой дисциплины в рядах прочих формирований САА. Формированию 5-го корпуса предшествовало создание 4-го добровольческого штурмового корпуса, однако не оправдавшего надежд, чьей сферой так и осталась локальная оборона Латакии.
5-й добровольческий штурмовой корпус сформирован полностью из контрактников с нуля. В командовании соединением участвуют российские офицеры, начиная от командиров рот и заканчивая командующим корпусом. Корпусом командовал до своей гибели в Дейр-эз-Зоре 23 сентября 2017 года генерал-лейтенант Валерий Асапов. Российские офицеры-связисты обеспечивают связь подразделений со штабом корпуса. Командует корпусом сириец, его российский заместитель обычно остаётся в тени. Россия поставляет вооружение и военную технику для оснащения подразделений, такую как Т-62 и БМП-1
При формировании корпуса широко использовалась государственная пропаганда и проповеди в мечетях с призывом вступать в 5-й добровольческий штурмовой корпус. Офицеры 8-й бригады в 2019 году получали 300 долларов, унтер-офицеры 250 $, рядовые 200 $. Для сравнения з/п офицера САА колеблется от 96 $ до 160 $.
Корпус также принимает в свой состав примирённые повстанческие группировки, особенно с юга Сирии. В составе корпуса находятся как проасадовские ополченцы, так и бывшие повстанцы. По данным Омранского центра стратегических исследований, «Молодежь суннитских сил» (Шабаб аль-Сунна) из Деръа и «Армия таухида» (Джайш аль-Таухид) из Хомса присоединились к 5-му корпусу в середине 2018 года. Кроме того, делались попытки интегрировать в себя милиционные формирования вроде Пустынных ястребов и бригады Кудс.
Омранский центр стратегических исследований (Omran Center for Strategic Studies) подсчитал численность корпуса на уровне 15 000 человек по состоянию на май 2019 года. По данным Института Европейского университета (European University Institute), на апрель 2019 года в корпусе было 25 000 военнослужащих. Бригады корпуса базировались в провинциях Хама, Идлиб, Дейр-эз-Зор (7-я бригада) и Дамаск.
После капитуляции повстанцев в июле 2018 г. в Деръа они были интегрированы в 5-й корпус, с октября 2018, как 8-я бригада с местом постоянной дислокации в Бусре, её командиром стал бывший повстанец Ахмад Ода, командовавший прежде группировкой «Молодежь суннитских сил» (QSS). Хотя большинство мятежников (общее количество сил Южного фронта ССА составляло 30 000 чел.) предпочло эвакуироваться в провинцию Идлиб (около 5000 чел.) или вернуться к мирной жизни. К апрелю 2019 г. бывшие повстанцы составляли более 75 % бойцов бригады. На апрель 2019 численность 8-й бригады составила 1585 военнослужащих. Бригада уникальна тем, что полностью состоит из уроженцев провинции Деръа. Личный состав бригады сформирован из трёх категорий: обычные гражданские (300 чел.), в основном заняты обслуживанием; государственные служащие, ранее участвовавшие в мятеже против правительства и вошедшие в состав бригады для того, чтобы избежать уголовного преследования, так как они работали ранее на повстанцев; собственно повстанцы из группировки QSS (около 860 бойцов). 8-я бригада участвовала в операциях против ИГ в пустыне Сувейда и Дейр-эз-Зор. В феврале 2019 8-я бригада развёртывалась недалеко от Сальмы в провинции Латакия совместно со 2-й дивизией САА и бригадой Кудс. Бригада состоит из 4 пехотных батальонов, разведывательной роты, роты огневой поддержки, роты тылового обеспечения и штаба.
Создание корпуса вызвало неформальное противостояние с Ираном и поддерживаемой им 4-й дивизией САА. Бойцы 5-го ДШК вступали в столкновения с ними на равнине Габ, провинции Хама, городе Алеппо в апреле 2019 года. Также совершали рейды против штаба Хезболлы в пригороде Хомса.
В декабре 2024 года части корпуса (8-я бригада ) подняли мятеж и присоединились к Южному оперативному штабу оппозиции.

## Группировки влившиеся в состав корпуса
- Бригада Баас — проправительственное ополчение, появившееся впервые в 2012 году. Занималась защитой правительственных объектов и служила на КПП в провинциях Тартус, Латакия и г. Дамаск. Присоединилась к 5 ДШК в феврале 2017 года. Участвовала в сражениях за старый Алеппо (2014), наступление на Пальмиру (март 2016), наступление на блокированный силами ИГ аэродром Кувейрис (сентябрь — ноябрь 2015). На апрель 2019 г. насчитывала 5000+ человек.
- Бригада Кудс — проправительственное ополчение. Ранее финансировалась Ираном, с момента перехода в 5-й ДШК патронируется Россией. Состоит из палестинцев. Численность до 5000 бойцов. Имеет учебные лагеря в Хандарате, Маллахе и Шейх-Наджаре в Алеппо. Формально не состоит в составе 5-го ДШК, но подчиняется командованию корпуса.
- Батальон «Щит родины» — проправительственное ополчение из ливанцев и сирийцев с базой в деревне Зита возле города Кусайр в провинции Хомс. Ополченцы участвовали в наступлении на Пальмиру и Дейр-эз-Зор (2017).
- Охотники за ИГИЛ — по разным данным созданная в Латакии частная военная компания (ЧВК), прошедшая обучение у группы Вагнера.
- Пустынные соколы — формирование ополченцев финансировавшееся сирийским бизнесменом Айманом Джабером. Создано в конце 2013 года. Возглавлял его Мохаммед Джабер, брат Аймана Джабера. Целью формирования была охрана нефтяных скважин в пустыне. Пустынные соколы участвовали в наступлении на Пальмиру (март 2016), в операции Анфаль, в ходе которой отражена атака Нусры (март 2014), освобождали газовое поле Шаир от ИГИЛ (октябрь — ноябрь 2014). В августе 2017 ополчение было распущено, а участники вошли в состав 5-го ДШК или 3-й дивизии САА.
- «Полк морского спецназа» — ополчение финансировавшееся Айманом Джабером. Дислоцировалось в Латакии, участвовало в занятии населённых пунктов Салма и Рабиа. Личный состав влился в 5-й ДШК в конце 2017 года. Айман Джабер был арестован, а имущество конфисковано сирийским правительством.
- Армия таухида — группа повстанцев возникшая в провинции Хомс в мае 2015. Насчитывала 5000 человек. В мае 2018 влилась в состав 5-го ДШК, разведки САВВС и других подразделений САВС. 200 членов Армии таухида вошло в состав 5-го ДШК.
- Молодежь суннитских сил — повстанческая организация возникшая в апреле 2013 года в Деръа. Базировалась в Бусре. Была связана с Южным фронтом ССА и получала американское снабжение в виде ракет ТОУ. В 2018 группировка была расформирована и 860 её членов вошли в состав 8-й бригады 5-го корпуса.[2]

## Состав

### 2019 год
- 1-я бригада
- 2-я бригада
- 3-я бригада
- 4-я бригада
- 5-я бригада
- 6-я бригада
- 7-я бригада[1]
- 8-я бригада (г. Бусра)[2]